# Proctoporus kiziriani
Espèce
Proctoporus kiziriani est une espèce de sauriens de la famille des Gymnophthalmidae.

## Répartition
Cette espèce est endémique de la région de Cuzco au Pérou. Elle se rencontre vers 3 500 m d'altitude.

## Étymologie
Cette espèce est nommée en l'honneur de David A. Kizirian.

## Publication originale
- Goicoechea, Padial, Chaparro, Castroviejo-Fisher & De la Riva, 2013 : A Taxonomic Revision of Proctoporus bolivianus Werner (Squamata: Gymnophthalmidae) With the Description of Three New Species and Resurrection of Proctoporus lacertus Stejneger. American Museum Novitates, no 3786, p. 1-32 (texte intégral).